# 북위 태무제
위 세조 태무황제 탁발도(魏 世祖 太武皇帝 拓跋燾, 408년 ~ 452년 3월 11일(음력 2월 5일))는 중국 남북조 시대 북위의 제3대 황제(재위: 423년 ~ 452년)이다.

## 생애
태무제는 호하, 북연, 북량을 차례로 멸망시켜 439년에 화북을 통일하였다. 서역에서 조공을 바쳐오는 나라만 해도 20여개국에 이르니 북위의 국력은 크게 강성해졌고 이때부터 중국은 남북조 시대로 들어서게 되었다.
태무제는 내정을 정비하면서 남조 유송에 대한 공격을 개시해 회남과 강북을 빼앗았다. 이때 도사 구겸지가 북위에서 도교를 확립하고 한족 출신 관료 최호와 손을 잡아 태무제에게 진언하여 폐불을 단행하게 하였다.(삼무일종의 폐불 첫 번째) 이 시기에 선비족의 한족화와 도시 귀족화가 진행되면서 서서히 북위 내부에 균열이 생기기 시작했다.
또한 최호는 한족 출신 관료를 다수 등용하여 한족화를 추진하였으나, 급진적이고 강제적인 한족화로 인해 선비족들의 반발을 받았으며 역사서를 편찬하는 과정에서 태무제를 직설적으로 평가한 것 때문에 450년에 많은 한족 출신 관료들과 함께 태무제에게 숙청•처형당했다. 이로부터 북위의 한족화는 한족이 아닌 선비족의 주도로 진행되었다. 용장엄혹(勇壯嚴酷)하다는 태무제 역시 452년에 환관에게 독살당했다.
이후 4대 문성제의 황후이자 5대 헌문제의 적모인 문명태후가 혼란을 수습하고 466년 헌문제를 옹립해 수렴청정을 시작했다.

## 가계도
- 황후 : 태무황후 혁련씨(太武皇后 赫連氏, ?~453)
- 황후(추존) : 경애황후 하씨(敬哀皇后 賀氏, ?~428)
  - 제1황자 : 경목태자 탁발황(景穆太子 拓跋晃, 428~451) - (경목제로 추숭)
- 후궁 : 좌소의 풍씨(左昭儀 馮氏)
- 후궁 : 좌소의 여씨(左昭儀 閭氏)
  - 제6황자 : 남안은왕 탁발여(南安隱王 拓跋余, ?~452)
- 후궁 : 우소의 저거씨(右昭儀 沮渠氏, ?~447)
- 후궁 : 부인 욱구려씨(夫人 郁久閭氏)
- 후궁 : 귀인 혁련씨(貴人 赫連氏) - 황후의 동생
- 후궁 : 귀인 혁련씨(貴人 赫連氏) - 황후의 동생
- 후궁 : 초방 월씨(椒房 越氏)
  - 제2황자 : 진왕 탁발복라(晉王 拓跋伏羅, ?~447)
- 후궁 : 초방 서씨(椒房 舒氏)
  - 제3황자 : 동평왕 탁발한(東平王 拓跋翰, ?~452)
- 후궁 : 초방 불씨(椒房 弗氏)
  - 제4황자 : 임회선왕 탁발담(臨淮宣王 拓跋譚, ?~452)
- 후궁 : 초방 복씨(椒房 伏氏)
  - 제5황자 : 광양간왕 탁발건(廣陽簡王 拓跋建, ?~452)

## 기년
| 태무제      | 원년            | 2년                 | 3년        | 4년        | 5년                 | 6년        | 7년                          | 8년                  | 9년             | 10년       |
| ----------- | --------------- | ------------------- | ---------- | ---------- | ------------------- | ---------- | ---------------------------- | -------------------- | --------------- | ---------- |
| 서력 (西曆) | 424년           | 425년               | 426년      | 427년      | 428년               | 429년      | 430년                        | 431년                | 432년           | 433년      |
| 간지 (干支) | 갑자(甲子)      | 을축(乙丑)          | 병인(丙寅) | 정묘(丁卯) | 무진(戊辰)          | 기사(己巳) | 경오(庚午)                   | 신미(辛未)           | 임신(壬申)      | 계유(癸酉) |
| 연호 (年號) | 시광(始光) 원년 | 2년                 | 3년        | 4년        | 5년 신가(神䴥) 원년 | 2년        | 3년                          | 4년                  | 연화(延和) 원년 | 2년        |
| 태무제      | 11년            | 12년                | 13년       | 14년       | 15년                | 16년       | 17년                         | 18년                 | 19년            | 20년       |
| 서력 (西曆) | 434년           | 435년               | 436년      | 437년      | 438년               | 439년      | 440년                        | 441년                | 442년           | 443년      |
| 간지 (干支) | 갑술(甲戌)      | 을해(乙亥)          | 병자(丙子) | 정축(丁丑) | 무인(戊寅)          | 기묘(己卯) | 경진(庚辰)                   | 신사(辛巳)           | 임오(壬午)      | 계미(癸未) |
| 연호 (年號) | 3년             | 4년 태연(太延) 원년 | 2년        | 3년        | 4년                 | 5년        | 6년 태평진군 (太平眞君) 원년 | 2년                  | 3년             | 4년        |
| 태무제      | 21년            | 22년                | 23년       | 24년       | 25년                | 26년       | 27년                         | 28년                 | 29년            |            |
| 서력 (西曆) | 444년           | 445년               | 446년      | 447년      | 448년               | 449년      | 450년                        | 451년                | 452년           |            |
| 간지 (干支) | 갑신(甲申)      | 을유(乙酉)          | 병술(丙戌) | 정해(丁亥) | 무자(戊子)          | 기축(己丑) | 경인(庚寅)                   | 신묘(辛卯)           | 임진(壬辰)      |            |
| 연호 (年號) | 5년             | 6년                 | 7년        | 8년        | 9년                 | 10년       | 11년                         | 12년 정평(正平) 원년 | 2년             |            |